# Internationales Literaturfestival Leukerbad
Das Internationale Literaturfestival Leukerbad ist ein dreitägiges Festival für Gegenwartsliteratur (Prosa, Lyrik) und Nonfiction. Es findet jährlich im Juni im Walliser Dorf Leukerbad in der Schweiz statt. 2022 verzeichnete das Festival 3400 Eintritte an 49 Einzelveranstaltungen. Im Jahr 2023 stiegen die Eintrittszahlen wieder auf das Vorpandemie-Niveau von 3800 Besuchern.

## Geschichte
Gegründet wurde das Literaturfestival 1996 von Ricco Bilger und René Grüninger. 2006 übernahm Hans Ruprecht die Leitung, ab 2007 in Co-Leitung mit Anna Kulp. Seit 2021 leitet sie das Festival alleine, Hans Ruprecht ist weiterhin Programmleiter. Die beiden entwickelten das Festival in den letzten Jahren zu einer Vernetzungsplattform im europäischen Literaturschaffen weiter. In 25 Jahren nahmen mehr als 450 Autoren aus rund 60 Nationen am Literaturfestival Leukerbad teil.

## Programm
Das Literaturfestival zeichnet sich durch seine internationale Ausrichtung aus: Dreiviertel der Autoren stammen nicht aus der Schweiz, rund die Hälfte ist nicht deutschsprachig. Insgesamt stellen jeweils 35 bis 40 Autoren ihre Werke vor. Sie lesen an elf bis zwölf Veranstaltungsorten in Leukerbad, die alle zu Fuss erreichbar sind. Zusätzlich zu den Lesungen finden auch «Perspektiven-Gespräche», eine Mitternachtslesung auf der Gemmi, ein literarischer Spaziergang in der Dalaschlucht, die literarische Wanderung und ein Übersetzungskolloquium statt. Aufgrund dieser aussergewöhnlichen Veranstaltungsorte wird das Literaturfestival Leukerbad auch als «schönstes Literaturfestival der Welt» beschrieben.

## Organisation
Hinter dem Literaturfestival steht der gemeinnützige Verein «Internationales Literaturfestival Leukerbad» mit Sitz in Leukerbad. Organisiert und durchgeführt wird der Anlass vom Organisationskomitee des Vereins in Zusammenarbeit mit Leukerbad Tourismus und den Hoteliers. Finanziell unterstützt wird das Festival von der öffentlichen Hand, Stiftungen, Sponsoren und Partnern.